# Адуатука

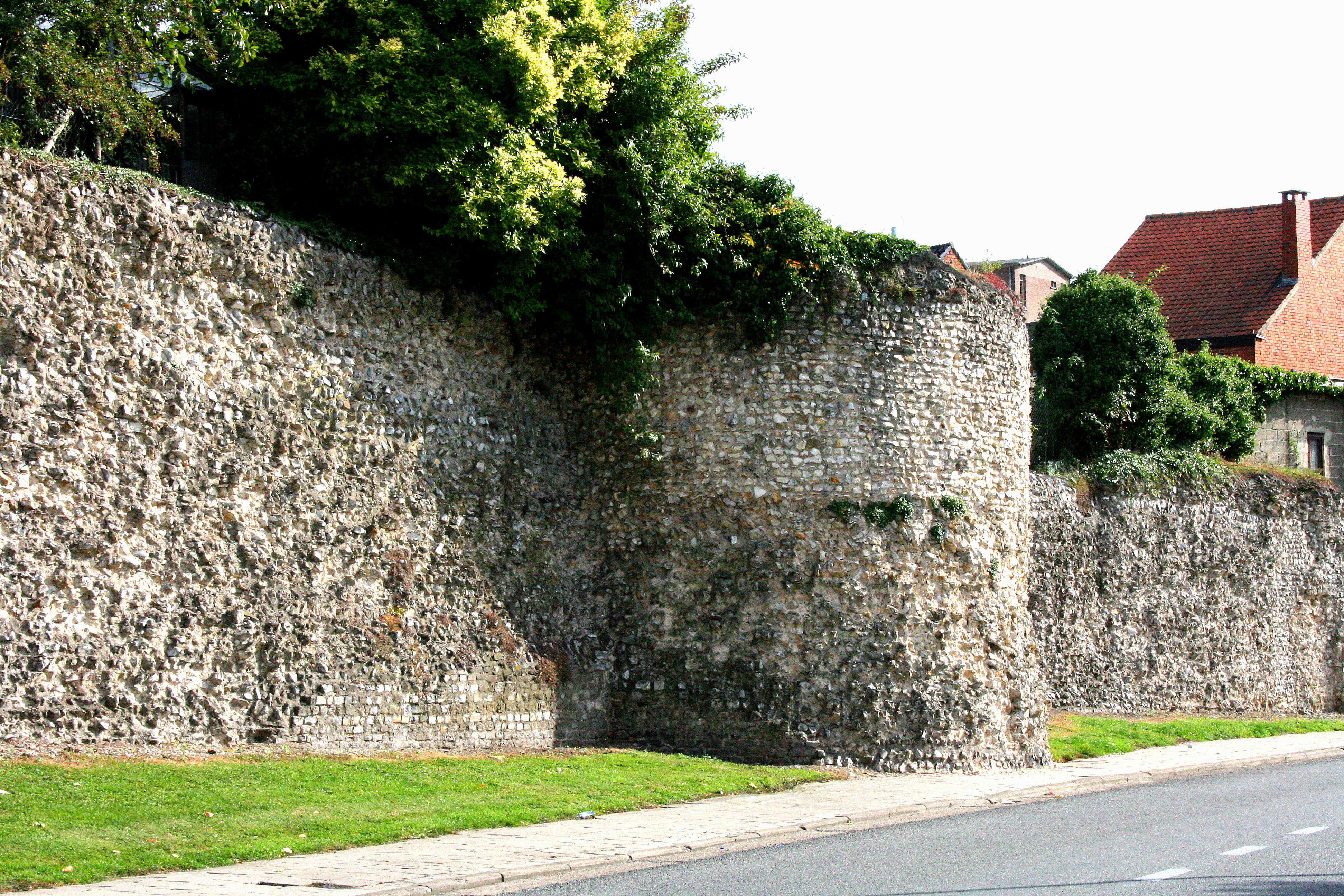
Римская городская стена в Atuatuca Tungrorum, современный Тонгерен в Бельгии

Адуатука (или Атуатука; лат. Aduatuca или Atuatuca) — название одного или нескольких укреплённых поселений, существовавших во время Галльской войны Юлия Цезаря в регионе между реками Шельда и Рейн к северу от Арденн в восточной части современной Бельгии. В то время этот регион был заселен главным образом племенем эбуроны. Само слово, возможно, означало «крепость». Произношение «Atuatuca» с «t» считается оригинальным, несмотря на то, что многие латинские документы используют «d». Современный бельгийский город Тонгерен, названный в более поздние римские имперские времена Aduatuca Tungrorum, возник на месте по крайней мере одного из этих поселений.

## Возможное расположение
Помимо более поздних упоминаний об Адуатуке, которые явно относятся к современному Тонгерену, записки Цезаря о его войне в Галлии являются единственным сохранившимся источником информации об этом месте. Впервые «Адуатук» упоминается Цезарем во время обсуждения подавления восстания эбуронов и последующего участия сигамбров из Германии, как «название форта». [Id castelli nomen est.] Адуатук, согласно запискам, располагался почти в центре страны эбуронов, где Титурий и Аурункулей были расквартированы с целью зимовки. Он имел в виду предыдущие разделы записок, где сообщалось, что Титурий и Аурункулей были убиты во время этого восстания эбуронов. Этим двум офицерам Цезаря было приказано зимовать посреди страны эбуронов после года засухи, ставшей причиной мятежа, хотя Адуатука и не была названа в предыдущем обсуждении..
К сожалению, несмотря на то, что Цезарь сообщает, что форт находился посреди территории эбуронов, консенсуса по границам территории этого племени нет. В какой-то момент Цезарь говорит, что главная часть страны эбуронов была между Мосой (Маас) и Рейном. Но, как правило, принято считать, что территория эбуронов также включает землю между Шельдом и Маасом, включая всю или большую часть Кампин.
Цезарь описал окрестности Адуатуки как место, где эбуроны смогли разойтись; некоторые, включая вождя племени Амбиорикса, по-видимому, в отдалённые районы Арденн, а другие — на приливные острова в океане. Не было «никакой регулярной армии, ни города, ни гарнизона, который мог бы защищаться оружием, но люди были разбросаны по всем направлениям. Где ни скрытая долина, ни лесистое место, ни сложное болото обеспечивали какую-либо надежду на защиту или безопасности для кого-либо, там он исправил себя».
Существуют аргументы в пользу интерпретации названия Адуатука как крепости, а не того места где находится современный Тонгерен.
Замечание Цезаря, упомянутые выше, id castelli nomen est, может быть истолковано не только как «то есть название форта», но также и «это название форта».
- Соседнее германское племя, поселения которого не названы, также называются Адуатуки, они поселились в хорошо укреплённом поселении (которое не названо Цезарем). Поэтому их имя «Адуатуки» было истолковано как «человек-крепость».[1]
- В Тонгерене нет серьёзных археологических свидетельств того, что эти места были заняты до того, как римляне основали его вдоль своего важного военного маршрута между Баве и Кёльном[11].

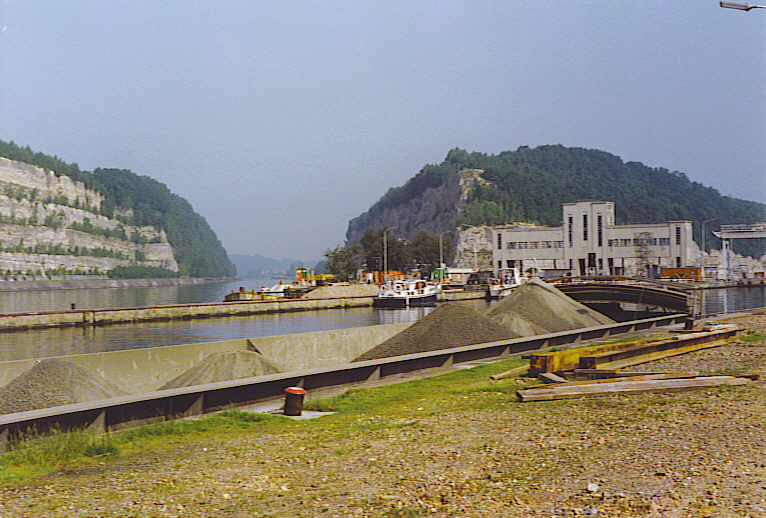
Плато Кастер к югу от Маастрихта и к северу от Визе в точке, где встречаются Валлония, Фландрия и Нидерланды. Сегодня оно разделено современным Альберт-каналом. Растянувшись на север, справа, часть плато в Нидерландах также известно как Гора Святого Петра.

- География Тонгерена, хотя и холмистая, не такая холмистая, как описывает Цезарь. То, что он описывает, представляется более типичным для регионов к югу от Тонгерена, ближе к Арденнам в современной Валлонии. Уайтмен замечает, что «единственная топографическая деталь» относительно Адуатуки эбуронов была «узким дефиле, подходящим для засады» не слишком далеко на запад[12]. Но это «слишком распространённая черта ландшафта Арденн, чтобы помочь» в определении местонахождения Адуатуки эбуронов[13].

Помимо Тонгерена, предложения относительно местоположения более ранней Адуатуки эбуронов включают бельгийский Спа (в месте, называемом Бальморал) и плато Кастер, рядом с современной деревней Канне, к югу от Маастрихта и достаточно близко к Тонгерену. Считалось, что дендрохронологические доказательства опровергают это предложение, но более поздний обзор доказательств вновь закрепил эту идею.
Другие предлагаемые объекты в соседней провинции Льеж включают Батис, Лембур, Доламбрё, к северо-востоку от Энё и Шофонтена; а также Тюэн в провинции Эно. В Германии также были предложены Ач в Штольберге, недалеко от Аахена, а также холм Иченберг возле железнодорожной станции Эшвайлер.